# The goddess and the starman
The goddess and the starman is een studioalbum van Mooch. Het album kwam tot stand over een periode van twee jaar, waarbij Stephen Palmer al naargelang zijn behoefte gastmuzikanten inschakelde. Het album verscheen niet bij een regulier platenlabel. Pas toen zijn In search of the acid metal grille enige successen boekte, kwamen ook deze opnamen uit. De muziek is voor Mooch’s doen experimenteel met Oosterse invloeden.

## Muziek
| Nr. | Titel                                                                       | Duur  |
| --- | --------------------------------------------------------------------------- | ----- |
| 1.  | Universal shaman (The goddess, Anatolian volcano, Ninevah, Iorusan the cat) | 15:07 |
| 2.  | West Kennet Long Barrow (The starman, Silbury Hill,Sharpenhoe clappers)     | 15:36 |
| 3.  | Celtic Sea shards                                                           | 3:45  |
| 4.  | Glastonbury Tor incident                                                    | 4:06  |
| 5.  | Zing bread                                                                  | 3:01  |
| 6.  | Gene reversi Complex 1/Clot                                                 | 9:56  |
| 7.  | Assassination of the bells                                                  | 5:39  |
| 8.  | Cat Frenzy tribe                                                            | 2:13  |
| 9.  | Seeds of metal-glass                                                        | 16:56 |
| 10. | Network 0178/Crash (Input: Conciousness: Andes, Universal starwoman)        | 3:28  |